# Michalīs Giannouzakos
Michalīs Giannouzakos (in greco Μιχάλης Γιαννουζάκος?; Salonicco, 1949) è un ex cestista greco.

## Carriera
Con la Grecia ha disputato tre edizioni dei Campionati europei (1973, 1975, 1979) e due dei Giochi del Mediterraneo (Smirne 1971, Algeri 1975).